# Craig’s Wife (1936)
Craig’s Wife ist ein US-amerikanisches Melodram unter Regie von Dorothy Arzner aus dem Jahr 1936. Der Film basiert auf dem Theaterstück Craig's Wife von George Kelly aus dem Jahr 1925, das mit dem Pulitzerpreis ausgezeichnet wurde.

## Handlung
Harriet Craig, die unter einfachen Umständen aufwuchs, hat ihren wohlhabenden Ehemann Walter hauptsächlich aus materialistischen Erwägungen geheiratet. Das ahnt er allerdings nicht, er ist sehr in Harriet verliebt. Alle anderen Menschen in Walters Umfeld werden allerdings von Harriet mit Kälte oder Herablassung behandelt, weswegen er – ohne es zu merken – langsam viele seiner Freunde verloren hat. Harriets ganzer Stolz ist ihre perfekt arrangierte Inneneinrichtung und sie duldet daher nur wenige Leute im Haus, als etwa das Dienstmädchen Mazie ihren Freund Tom kurz in die Küche des Hauses lässt, wird sie dafür prompt entlassen. Walters Tante Ellen, die mit dem Ehepaar im Haushalt lebt, versucht ihrem Neffen behutsam die Augen über Harriets wahren Charakter zu öffnen, aber das erweist sich als sehr schwierig.
Harriet besucht ihre schwerkranke Schwester Mrs. Landreth im Krankenhaus. Während Harriets Nichte Ethel sich um ihre Mutter kümmern und bei ihr bleiben will, kommt es Harriet auf eine möglichst schnelle Abreise nach Hause an. Überstürzt reist sie mit Ethel im Gepäck nach New York zurück. Die kontrollsüchtige Harriet ist verärgert darüber, dass Walter während ihrer Abwesenheit abends etwas unternommen hatte. Richtigerweise sagt er ihr, dass er seinen Freund Fergus Passmore besucht hat, doch Harriet will lieber selbst bei den Passmores anrufen. Ihr Telefonanruf wird jedoch abgefangen und nachverfolgt, da Passmore und seine Frau Adelaide – die sich in einer Ehekrise befunden hatten – erschossen aufgefunden wurden. Deshalb steht bald schon ein Polizeidetektiv vor der Tür. Sie lügt den Polizisten an, um ihren Telefonanruf zu verschleiern und keine Verbindung mit dem Mord auf ihren Ruf kommen zu lassen, und macht dadurch ihren Ehemann zeitweise verdächtig. Später stellt sich allerdings heraus, dass Fergus seine Ehefrau und dann sich selbst umbrachte, als er von ihrer Untreue erfuhr.
Harriets Intrigen werden zusehends offensichtlich. Harriet hat mit Lügen den Kontakt zwischen Ethel und ihrem Verlobten Gene unterbunden, da sie deren geplante Liebesheirat für töricht hält. Gene will sich das allerdings nicht bieten lassen, fährt nach New York und holt Ethel schließlich ab. Tante Ellen hat genug von Harriets Schikanen und bricht zu einer Weltreise auf, bei der sie auch Mrs. Harold – die langjährige Haushälterin und gute Seele des Hauses – mitnimmt. Auch Walter erfährt von Harriets Lügen im Fall Passmore, und ihm wird bewusst, dass seine Frau ihn nie ehrlich geliebt hat. Die Passmores hätten sich wenigstens bei der Eheschließung geliebt, was bei ihnen aber offensichtlich nie der Fall gewesen sei – und er könne nicht in einer Ehe ohne Liebe leben. So verlässt er das von ihr gestaltete Haus, das er ihr überlassen will, da es offensichtlich das einzige sei, was sie je geliebt habe.
Harriet bleibt alleine in dem Haus zurück. Als sie ein Telegramm erhält, dass ihre Schwester am Morgen im Krankenhaus gestorben ist, bricht sie weinend zusammen. Auf einmal erscheint Mrs. Frazier, die ihr stets verhasste Nachbarin, und bringt einen Blumenstrauß vorbei. Harriet versucht Mrs. Frazier ihre Gefühlswelt mitzuteilen, doch diese hat das Haus schon wieder verlassen. Als Schlussmoral steht vor dem Filmende der von Tante Ethel zuvor bereits gesprochene Satz: „People who live to themselves – are generally left to themselves“.

## Produktionshintergrund
Diese ist die zweite von drei Verfilmungen des preisgekrönten Bühnenstückes von George Kelly, dem Onkel von Grace Kelly. Zuvor war bereits 1928 eine heute verschollene Verfilmung mit Irene Rich und Warner Baxter in den Hauptrollen erschienen, 1950 erschien Die Lügnerin mit Joan Crawford unter der Regie von Vincent Sherman.
Dorothy Arzner, zu diesem Zeitpunkt die einzige Filmregisseurin im Hollywood-Studiosystem, versprach dem Columbia-Studiochef Harry Cohn, aus Kellys Stück ein „A picture for B picture money“ – also einen erstklassigen Film für zweitklassiges Geld – zu machen. Sie hatte bei dem Film größere künstlerische Freiheiten durch den eigentlichen Produzenten Eddie Chodorov erhalten. Der Film war bei seiner ersten Veröffentlichung nur mäßig erfolgreich, wurde aber aufgrund seiner guten Kritiken später noch mehrfach in die Kinos zurückgebracht und so ein großer Erfolg. Arzner bezeichnete Craig's Wife später als ihren Lieblingsfilm unter den eigenen Filmen.
Für Rosalind Russell, die zu dieser Zeit noch am Anfang ihrer Leinwandkarriere stand, war es ihre erste anspruchsvolle Filmrolle und ein Meilenstein ihrer Karriere. Dorothy Arzner wollte für die Rolle der Harriet Craig eine Schauspielerin, die noch wenig bekannt und keine positive Verbindung mit der Zuschauerschaft durch andere Filme hatte. Zu dieser Zeit war Russell bei Metro-Goldwyn-Mayer nur in Nebenrollen zu sehen, aber Arzner hielt sie für eine brillante Schauspielerin und setzte sich für ihre Besetzung ein. Thomas Mitchell, später einer von Hollywoods bekanntesten Nebendarstellern, gab in der Figur des mordenden Ehemannes sein Debüt in einem Tonfilm (sein erster und einziger Film bis Craig's Wife war ein Stummfilm von 1923).
Im Vorspann wird der oscarprämierte Stephen Goosson als Szenenbildner genannt, er wurde allerdings während der Produktion von Arzner gefeuert und durch den ehemaligen Stummfilmstar William Haines ersetzt. Haines, der nach seiner Filmkarriere eine Laufbahn als Innenarchitekt eingeschlagen hatte, war somit für die (für die Handlung nicht unwichtige) Inneneinrichtung von Harriets Haus im Film hauptverantwortlich. Es war eine von Haines wenigen Engagements als Szenenbildner beim Film, da er sich anschließend vor allem der Inneneinrichtung der Häuser reicher oder berühmter Persönlichkeiten verschrieb.

## Kritiken
Frank S. Nugent vertrat in seiner zeitgenössischen Kritik in der New York Times die Meinung, der Film sei eine gut gemachte Adaption des Stückes von Kelly. Der Film „wolle etwas aussagen, behalte das konstant im Blick und zeige es am Ende auf bösartige Weise auf.“ Rosalind Russell trage mit ihrer Hauptfigur den Film und würde in ihrer ersten „wirklichen Chance“ in Hollywood eine „bösartig eloquente Darstellung bieten“. John Boles wirke, bis auf eine weniger gelungene Szene beim Wutausbruch, „sicher und natürlich“ in der von Kelly schwächer geschriebenen Rolle des Ehemannes, während die Riege der Nebendarsteller „einheitlich prächtige“ Schauspielleistungen zeigen würden. Ann Ross schrieb 1937 für das Maclean’s, der Film sei eine „deftige und gut geschauspielerte“ Adaption des Bühnenstücks.
Der US-Filmkritiker Emanuel Levy schreibt auf seinem Blog, der Film sei eine „grimmige, zerstörerische Kritik der bürgerlichen, patriarchalen Kultur“. Er findet außerdem lobende Worte für Russells Darstellung. Die feministische Autorin Lauren Humphries-Brooks ist der Meinung, dass Arzners Version weniger psychologisch orientiert als die spätere Verfilmung mit Joan Crawford sei, dafür aber die gesellschaftlichen Umstände seiner Figuren stärker einbeziehe. So würden in diesem Film weniger die Männer, sondern eher die Frauen sich gegenseitig in beengtes gesellschaftliches Verhalten drücken: „Harriet Craig ist nicht durch ihre Vergangenheit, sondern durch ihre Kultur geformt, sie erfüllt die verlangte Rolle der Hausfrau auf eine Art, die sie zu einem selbst von dem Patriarchat geformten Monster macht.“
Judith Mayne betont in ihrer Biografie zu Dorothy Arzner die Unterschiede zu Kellys Bühnenvorlage. Die Figur der Harriet sei im Vergleich zur eindeutig verabscheuungswürdigen Person in Kellys Stück etwas sympathischer gezeichnet, denn Arzner stelle Harriets Streben nach (letztlich damals für sie unmöglicher) kompletter Unabhängigkeit als Frau als eine der Triebfedern ihres problematischen Handelns dar. Das Ganze erhalte eine ironische Note, da sie am Ende zwar allein, aber tatsächlich frei von der Männerwelt sei.